# Usseaux
Usseaux (occitano Usseaus, piamontés Usseu) es un municipio italiano, situado en la región del Piamonte. En el año 2007 tenía 201 habitantes. Está situado en el Valle Chisone, una de los Valles Occitanos. Limita con los municipios de Chiomonte, Exilles, Fenestrelle, Gravere, Meana di Susa y Pragelato. 

## Administración

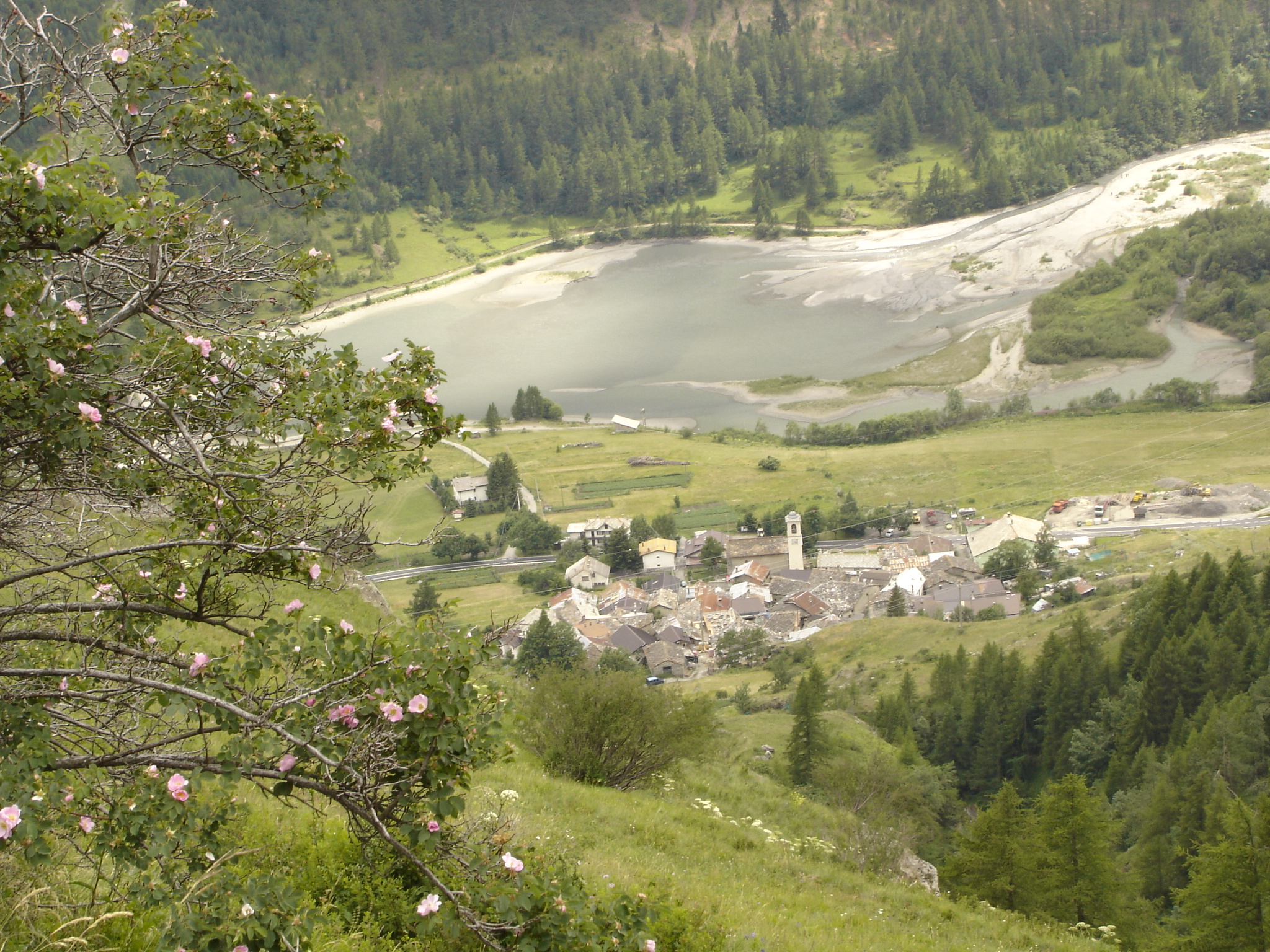
Fracción Pourrières

| Periodo | Nombre            | Partido      |
| ------- | ----------------- | ------------ |
| 2004-   | Adriano Sgarbanti | Lista cívica |

## Evolución demográfica
| Gráfica de evolución demográfica de Usseaux entre 1861 y 2001 |
|                                                               |
| Fuente ISTAT - elaboración gráfica de Wikipedia               |